# The Business of Strangers
Pour plus de détails, voir Fiche technique et Distribution.
The Business of Strangers (La Compagnie des autres au Québec) est un film américain réalisé par Patrick Stettner en 2002.

## Synopsis
Julie Styron (Stockard Channing), la quarantaine, responsable commerciale très impliquée, est en voyage d'affaires lorsqu'elle apprend que son patron veut la rencontrer le soir-même. Redoutant d'être licenciée, elle prend rendez-vous avec son chasseur de tête, Nick Harris (Fred Weller), pour envisager sa reconversion.
Entre-temps, elle se rend à un rendez-vous d'affaires important où elle doit être assistée de Paula Murphy (Julia Stiles), celle-ci arrive trop tard, ce qui provoque la colère de Julie qui décide de la faire virer.
Le soir, à sa surprise, son patron lui annonce sa promotion comme PDG de l'entreprise. Elle passe le reste de la soirée au bar de son hôtel où elle retrouve Paula dont le vol a été annulé.
Une relation trouble se noue entre les deux femmes qui se complique lorsque Nick, dont le vol a été retardé, se joint à elles pour une soirée très arrosée.

## Fiche technique
- Réalisation : Patrick Stettner
- Scénario :  Patrick Stettner
- Musique : Alex Lasarenko
- Production : Robert H Nathan
- Société de distribution : IFC Films
- Budget : 6 millions $
- Langue : anglais

## Distribution
- Stockard Channing : Julie Styron
- Julia Stiles : Paula Murphy
- Fred Weller : Nick Harris